# Bolko III ziębicki
Bolko (Bolesław) III (ur. między 1344 a 1348, zm. 13 czerwca 1410) – książę ziębicki 1358–1410 (samodzielnie od 1360 roku) i gliwicki 1369–1373.
Bolko III był najstarszym synem księcia ziębickiego Mikołaja i Agnieszki z Lichtenburka. W chwili śmierci ojca był jeszcze małoletni i początkowo księstwem rządziła w jego zastępstwie matka. Samodzielną władzę w księstwie ziębickim objął w 1360 roku. Formalnym współwładcą był brat Henryk.
Młody książę ziębicki kontynuował politykę ojca Mikołaja i dziada Bolka II wysprzedając kolejne połacie tracącego na znaczeniu księstwa. W 1379 oddał za 4000 grzywien księciu oleśnickiemu Konradowi II Kąty Wrocławskie, zaś sześć lat później księciu cieszyńskiemu Przemysławowi Noszakowi Strzelin.
W 1369 roku poślubił Eufemię, córkę księcia bytomskiego Bolesława. Spowodowało to nowe kłopoty księcia, gdyż jako zabezpieczenie dla żony musiał oddać swoje ostatnie miasto Ziębice. Małżeństwo to umożliwiło Bolkowi przejęcie należnych księżnie bytomskiej Gliwic, które jednak w 1373 roku sprzedał księciu oleśnickiemu Konradowi II. 
W 1368 roku po śmierci Bolka II Świdnickiego, jako najbliższy krewny wysunął pretensje do spadku po nim. Nie dysponował jednak środkami do wyegzekwowania dziedzictwa. Ostatecznie 28 stycznia 1370 zrzekł się wszelkich pretensji za odpowiednim odszkodowaniem.
Bolko III był wiernym wykonawcą woli swojego suwerena Karola IV, na którego dworze często bywał. Kontakty te umożliwiły mu objęcie w latach 1396–1400 ważnej funkcji sędziego sądu nadwornego, u następcy Karola, króla Wacława IV. 
Książę ziębicki zmarł 13 czerwca 1410 roku i został pochowany w klasztorze cystersów w Henrykowie. Z małżeństwa z Eufemią Bytomską doczekał się trzech synów (zmarłego 9 listopada 1405 roku Mikołaja, oraz następców na księstwie ziębickim Jana i Henryka), oraz pięć córek (były to: Eufemia, żona Fryderyka III hrabiego Oettingen, Katarzyna, żona Przemka I Opawskiego i zmarłe w dzieciństwie: Agnieszka, Jadwiga i Elżbieta).

## Literatura dodatkowa
- Karol Piotrowicz: Bolesław (Bolko) III. W: Polski Słownik Biograficzny. T. 2: Beyzym Jan – Brownsford Marja. Kraków: Polska Akademia Umiejętności – Skład Główny w Księgarniach Gebethnera i Wolffa, 1936, s. 277. Reprint: Zakład Narodowy im. Ossolińskich, Kraków 1989, ISBN 83-04-03291-0